# 江見翔太
江見翔太（えみ しょうた、1991年12月8日 - ）は、日本のラグビー選手。ジャパンラグビーリーグワン東京サントリーサンゴリアスに所属する。

## プロフィール
- インドネシア・ジャカルタ出身。
- ポジションはセンター(CTB)。
- 身長: 183 cm、体重: 93 kg
- ニックネームはえみ、えみちゃん。
- U20日本代表に選ばれた[1]。
- 7人制日本代表に選ばれたことがある[2]。

## 略歴
高校からラグビーを始めた。
2010年、学習院高等科卒業後、学習院大学に入る。
2011年、経済学科の内野崇教授ゼミに入る。
2013年、ラグビーワールドカップセブンズ2013の7人制日本代表に選ばれた。
2014年、学習院大学卒業後、サントリーサンゴリアス(現・東京サントリーサンゴリアス)に加入。学習院大出身としては初めてのトップリーガーとなった。
2015年11月13日に行われたジャパンラグビートップリーグ第1節のパナソニック ワイルドナイツ戦に先発出場で公式戦初出場を果たした。
2017年1月にはスーパーラグビーサンウルブズの2017年スコッドに入った。

## 受賞歴
- 2015-16最多トライゲッター ベストフィフティーン